# Ficus anserina
Ficus anserina är en mullbärsväxtart som först beskrevs av Edred John Henry Corner, och fick sitt nu gällande namn av C.C.Berg. Ficus anserina ingår i släktet fikonsläktet, och familjen mullbärsväxter. Inga underarter finns listade i Catalogue of Life.